# إمباس (محرك بحث)
إمباس (هانغل: 엠파스) كان محرك البحث الأكثر شعبية على الإنترنت والمواقع الإلكترونية في كوريا الجنوبية. أطلق في عام 1998 من قبل مؤسسة Knowledge Plant Corporation، التي غيرت اسمها إلى «شركة امباس» في عام 2004. حيث يعد الاسم مزيجا من e-media و compass.
قبل اندماجها مع نيت في عام 2009، كانت إمباس واحدة من محركات البحث على شبكة الإنترنت الأكثر شعبية في كوريا الجنوبية لدرجة تنافس مواقع عريقة مثل ياهوو كوريا، نيت، ونافر. من 2000 إلى 2001 كان محرك إمباس البوابة الإلكترونية الثانية الأكثر شعبية في البلاد، وراء موقع ياهو كوريا.
لكن منذ هيمنة الموقع الكوري نافر في عام 2003، انخفضت حصة إمباس في السوق، وبحلول أواخر عام 2005، انخفض إلى المرتبة الخامسة بين بوابات الإنترنت الكورية في الكورية الجنوبية.
في عام 2006، بهدف صد المنافسة قامت شركة «إس كا للاتصالات» والتي تمتلك موقع التواصل الاجتماعي الأشهر في كوريا الجنوبية سيوورلد  إلى الحصول على موقع إمباس في 19 أكتوبر 2006، ومع إعادة تنظيم مجالات الأعمال في شركة «إس كا للاتصالات»، تم دمج موقع إمباس مع البوابة الإلكترونية الأصلية للشركة «نات دوت كوم»، ليصبح في 1 مارس 2009 تحت اسم «نيت».